# 劉晟 (成化進士)
劉晟（1435年—？），字孔昭，陝西鞏昌府安定縣人，明朝政治人物。進士出身。

## 生平
陝西鄉試第四十五名。成化二年（1466年）丙戌科會試第二百七十二名，殿試登進士第三甲第一百六十六名。

## 家族
曾祖劉文德，曾任元衛經歷。祖父劉林，曾任典史。父亲劉武。